# Segunda División Peruana 2011
El Campeonato Descentralizado ADFP-SD 2011, conocida como Segunda División del Perú 2011, fue la edición número 59 de la Segunda División del Perú, la sexta desde que se descentraliza en 2006 y la sexta bajo la denominación de Campeonato Descentralizado ADFP-SD.
Aunque en un primer momento su inicio estaba previsto para el 16 de abril y luego fue pospuesto para el 30 de abril.
La edición anterior contó con la participación de diez equipos, y dado que uno ascendió y otro descendió, este torneo debía contar con la participación de once elencos: los dos equipos que descendieron del Descentralizado 2010 (José Gálvez y Total Chalaco), el subcampeón de la Copa Perú 2010 (Alianza Unicachi), más los ocho equipos restantes. Sin embargo, Total Chalaco declinó su participación.

## Sistema de competición
El campeonato se llevó a cabo en dos etapas: en la primera, los equipo se enfrentaron todos contra todos en dos ruedas; mientras que en la segunda, los equipos fueron separados en dos liguillas de acuerdo a su posición final en la primera etapa, es decir, los cinco mejores equipos jugaron todos contra todos en partidos de ida y vuelta y el campeón ascendió a Primera División. Del mismo modos, los cinco equipos restantes jugaron otra liguilla con el propósito de no descender. En ambos grupos, el puntaje de la primera etapa se acumuló con el de la segunda. El torneo tuvo una duración de 26 fechas: 18 la primera etapa y 8 la segunda.

## Ascensos y descensos
| Posición | Descendidos de la Segunda División 2010 |
| -------- | --------------------------------------- |
| 10°      | Tecnológico Suiza                       |

| Posición            | Ascendidos a la Segunda División 2011 |
| ------------------- | ------------------------------------- |
| 2° (Copa Perú 2010) | Alianza Unicachi                      |

| Posición | Ascendidos al Campeonato Descentralizado 2011 |
| -------- | --------------------------------------------- |
| 1º       | Cobresol FBC                                  |

| Posición | Descendidos del Campeonato Descentralizado 2010 |
| -------- | ----------------------------------------------- |
| 15º      | José Gálvez                                     |
| 16º      | Total Chalaco (no participó)                    |

## Equipos participantes
| Club                 | Ciudad   | Estadio                | Capacidad | Césped     | Indumentaria |
| -------------------- | -------- | ---------------------- | --------- | ---------- | ------------ |
| Alianza Unicachi     | Puno     | Enrique Torres Belón   | 20.000    | Artificial | Bama         |
| Atlético Minero      | Matucana | Municipal de Matucana  | 5.000     | Natural    | Convert      |
| Atlético Torino      | Talara   | Campeonísimo           | 8.000     | Natural    | Real         |
| Coronel Bolognesi    | Tacna    | Jorge Basadre          | 24.350    | Natural    | Rugare       |
| Deportivo Coopsol    | Chancay  | Rómulo Shaw Cisneros   | 3.000     | Natural    | Polmer       |
| Hijos de Acosvinchos | Lima     | Colegio San Alfonso    | 2.000     | Natural    | Palant       |
| José Gálvez          | Chimbote | Manuel Rivera Sánchez  | 25.000    | Artificial | Loma's       |
| Sport Ancash         | Huaraz   | Rosas Pampa            | 18.000    | Natural    | Loma's       |
| U América FC         | Lima     | Monumental             | 80.093    | Natural    | Umbro        |
| San Marcos           | Lima     | Universidad San Marcos | 43.000    | Natural    | Convert      |

## Primera etapa

### Tabla de posiciones
| #   | Equipo                 | PJ | G  | E | P  | GF | GC | Dif | Pts |
| --- | ---------------------- | -- | -- | - | -- | -- | -- | --- | --- |
| 1º  | José Gálvez            | 18 | 15 | 1 | 2  | 38 | 12 | +26 | 46  |
| 2º  | Sport Ancash           | 18 | 15 | 1 | 2  | 40 | 12 | +28 | 42  |
| 3º  | Deportivo Coopsol      | 18 | 11 | 1 | 6  | 26 | 19 | +7  | 34  |
| 4º  | Alianza Unicachi       | 18 | 9  | 2 | 7  | 28 | 19 | +9  | 29  |
| 5º  | Atlético Minero        | 18 | 7  | 3 | 8  | 28 | 25 | +3  | 24  |
| 6º  | Hijos de Acosvinchos   | 18 | 7  | 1 | 10 | 22 | 30 | -8  | 22  |
| 7º  | Universidad San Marcos | 18 | 6  | 2 | 10 | 29 | 40 | -11 | 20  |
| 8º  | Atlético Torino        | 18 | 4  | 1 | 13 | 8  | 35 | -27 | 13  |
| 9º  | U América FC           | 18 | 3  | 3 | 12 | 15 | 27 | -12 | 12  |
| 10º | Coronel Bolognesi      | 18 | 3  | 3 | 12 | 22 | 43 | -21 | 12  |

|  |                                     |
|  | Clasificado a la Liguilla Ascenso.  |
|  | Clasificado a la Liguilla Descenso. |

1.Sport Ancash inició su participación con cuatro puntos menos (-4) debido al incumplimiento de pago de deudas de temporadas anteriores.
2.En la tercera fecha, Torino no pudo ejercer su localía ante Hijos de Acosvinchos por un problema de deudas. Por lo tanto, y dado que su rival se encontraba en la misma situación, ambos fueron declarados perdedores, obteniendo cada equipo un marcador en contra de 0-3.
3.En la decimoprimera fecha, Alianza Unicachi debía ejercer su localía ante U América FC. Sin embargo, el equipo visitante presentó una demanda ante la Comisión de Justicia de la FPF debido a que Alianza Unicachi no cumplió con entregar los pasajes al equipo visitante. El reclamo fue declarado fundado, por lo que se le concedió la victoria en mesa a U América por 0-3
4.En la decimoprimera fecha, Alianza Unicachi debía ejercer su localía ante José Gálvez. Sin embargo, el equipo visitante presentó una demanda ante la Comisión de Justicia de la FPF debido a que Alianza Unicachi no cumplió con entregar los pasajes al equipo visitante. El reclamo fue declarado fundado, por lo que se le concedió la victoria en mesa a José Gálvez por 0-3.
5.En la decimoprimera fecha, Coronel Bolognesi FC debía ejercer su localía ante José Gálvez. Sin embargo, el equipo visitante presentó una demanda ante la Comisión de Justicia de la FPF debido a que Coronel Bolognesi no cumplió con pagarle a la Agremiación. El reclamo fue declarado fundado, por lo que se le concedió la victoria en mesa a José Gálvez por 0-3.

### Resultados
Las filas corresponden a los juegos de local de cada uno de los equipos, mientras que las columnas corresponden a los juegos de visitante. Segúna las filas, los resultados en color azul corresponden a victoria del equipo local, rojo a victoria visitante y blanco a empate.
|                      | AU  | MIN | TOR | BOL | COO | HDA | JG  | ANC | UA  | USM |
| -------------------- | --- | --- | --- | --- | --- | --- | --- | --- | --- | --- |
| Alianza Unicachi     |     | 0-1 | 2-0 | 4-0 | 1-0 | 2-0 | 0-3 | 2-4 | 0-3 | 6-1 |
| Atlético Minero      | 1-2 |     | 2-1 | 4-0 | 2-0 | 1-2 | 1-1 | 0-1 | 1-2 | 1-2 |
| Atlético Torino      | 0-3 | 0-3 |     | 1-0 | 0-3 | WO  | 2-1 | 0-3 | 1-0 | 1-0 |
| Coronel Bolognesi    | 0-3 | 2-2 | 2-1 |     | 1-1 | 2-3 | 0-3 | 1-3 | 3-2 | 3-3 |
| Deportivo Coopsol    | 1-0 | 3-1 | 1-0 | 2-0 |     | 2-1 | 2-3 | 0-1 | 2-1 | 3-2 |
| Hijos de Acosvinchos | 1-0 | 2-1 | 3-0 | 2-1 | 0-1 |     | 2-3 | 1-2 | 2-0 | 1-3 |
| José Gálvez          | 2-0 | 2-0 | 3-0 | 3-1 | 3-0 | 1-0 |     | 1-0 | 1-0 | 2-0 |
| Sport Ancash         | 1-1 | 1-2 | 2-0 | 4-0 | 3-1 | 1-0 | 2-1 |     | 3-0 | 5-0 |
| U América FC         | 1-1 | 2-3 | 1-1 | 2-1 | 0-3 | 1-1 | 0-1 | 0-1 |     | 0-1 |
| Univ. San Marcos     | 0-1 | 2-2 | 3-0 | 1-5 | 0-1 | 6-2 | 2-4 | 2-3 | 1-0 |     |

a.El encuentro entre Atlético Torino e Hijos de Acosvinchos no se llevó a cabo. Ambos equipos fueron declarados perdedores, obteniendo un marcador en contra de 0-3.
b.El encuentro entre José Gálvez y Atlético Torino, válido por la sexta fecha, no fue programado debido a que el equipo visitante no cumplió con un pago ante la Agremiación de Futbolistas. En consecuencia, se declaró walkover a favor del José Gálvez, otorgándosele la victoria por un marcador de 3-0.
c.En medida de protesta ante el retorno del Atlético Torino a la competencia, Coronel Bolognesi no se presentó al partido ante Alianza Unicachi, válido por la fecha 12. En consecuencia, fue declarado perdedor del encuentro por walkover con un marcador de 0-3.
d.El encuentro entre Alianza Unicachi y U América, válido por la decimoprimera fecha, no fue programado debido a que el equipo local no cumplió con entregar los pasajes al equipo visitante. En consecuencia, se le otorgó la victoria a favor del U América FC por un marcador de 0-3.
e.El encuentro entre Alianza Unicachi y José Gálvez, válido por la decimoprimera fecha, no fue programado debido a que el equipo local no cumplió con entregar los pasajes al equipo visitante. En consecuencia, se le otorgó la victoria a favor del José Gálvez FBC por un marcador de 0-3.
f.Después de que retornara el torneo luego de la paralización, se quedó en acuerdo que Torino regresara a la competencia pero que todos sus encuentros pendientes fueran declarados perdidos con un marcador en contra de 3-0.
g.El encuentro entre Coronel Bolognesi y José Gálvez, válido por la decimoprimera fecha, no fue programado debido a que el equipo local no cumplió con pagarle a la Agremiación. En consecuencia, se le otorgó la victoria a favor del José Gálvez por un marcador de 0-3.

## Segunda etapa

### Liguilla Ascenso
| #  | Equipo            | PJ | G  | E | P  | GF | GC | Dif | Pts |
| -- | ----------------- | -- | -- | - | -- | -- | -- | --- | --- |
| 1º | José Gálvez       | 26 | 21 | 3 | 2  | 61 | 20 | +41 | 66  |
| 2º | Deportivo Coopsol | 26 | 14 | 5 | 7  | 43 | 27 | +16 | 47  |
| 3º | Alianza Unicachi  | 26 | 13 | 3 | 10 | 40 | 32 | +8  | 42  |
| 4º | Sport Ancash      | 26 | 17 | 2 | 7  | 50 | 27 | +23 | 37  |
| 5º | Atlético Minero   | 26 | 8  | 3 | 15 | 35 | 49 | -14 | 27  |

|  |                                               |
|  | Ascendido al Campeonato Descentralizado 2012. |

|  |  |

6.En la duodécimo tercera fecha, Alianza Unicachi debía ejercer su localía ante Sport Ancash. Sin embargo, el equipo local presentó una demanda ante la Comisión de Justicia de la FPF debido a que Sport Ancash no cumplió con pagarle 50,000 dólares a la Agremiación. El reclamo fue declarado fundado, por lo que se le concedió la victoria en mesa a Alianza Unicachi por 3-0.
7.En la duodécimo cuarta fecha, Sport Ancash debía ejercer su localía ante Atlético Minero. Sin embargo, el equipo visitante presentó una demanda ante la Comisión de Justicia de la FPF debido a que Sport Ancash no cumplió con pagarle 50,000 dólares a la Agremiación. El reclamo fue declarado fundado, por lo que se le concedió la victoria en mesa a Atlético Minero por 0-3.
8.En la duodécimo quinta fecha, Deportivo Coopsol debía ejercer su localía ante Sport Ancash. Sin embargo, el equipo local presentó una demanda ante la Comisión de Justicia de la FPF debido a que Sport Ancash no cumplió con pagarle 50,000 dólares a la Agremiación. El reclamo fue declarado fundado, por lo que se le concedió la victoria en mesa a Deportivo Coopsol por 3-0.
9.Al club Sport Ancash le faltó 212 minutos para completar el mínimo de minutos establecidos por lo que le corresponde un descuento de 12 puntos, dictaminó la Comisión de Justicia de la ADFP-SD.
|                   | AU  | MIN | COO | JG  | ANC |
| ----------------- | --- | --- | --- | --- | --- |
| Alianza Unicachi  |     | 1-0 | 2-1 | 1-3 | 3-0 |
| Atlético Minero   | 0-2 |     | 0-4 | 1-3 | 0-4 |
| Deportivo Coopsol | 1-1 | 4-1 |     | 2-2 | 3-0 |
| José Gálvez       | 3-1 | 6-2 | 1-1 |     | 3-0 |
| Sport Ancash      | 5-0 | 0-3 | 1-1 | 0-2 |     |
h.El encuentro entre Alianza Unicachi y Sport Ancash, válido por la duodécimo tercera fecha, no fue programado debido a que el equipo visitante no cumplió con pagarle 50,000 dólares a la Agremiación. En consecuencia, se le otorgó la victoria a favor del Alianza Unicachi por un marcador de 3-0.
i.El encuentro entre Sport Ancash y Atlético Minero, válido por la duodécimo cuarta fecha, no fue programado debido a que el equipo local no cumplió con pagarle 50,000 dólares a la Agremiación. En consecuencia, se le otorgó la victoria a favor del Atlético Minero por un marcador de 0-3.
j.El encuentro entre Deportivo Coopsol y Sport Ancash, válido por la duodécimo quinta fecha, no fue programado debido a que el equipo visitante no cumplió con pagarle 50,000 dólares a la Agremiación. En consecuencia, se le otorgó la victoria a favor del Deportivo Coopsol por un marcador de 3-0.
|                        |
| Campeón                |
| José Gálvez 1.º título |

### Liguilla Descenso
| #   | Equipo                 | PJ | G | E | P  | GF | GC | Dif | Pts |
| --- | ---------------------- | -- | - | - | -- | -- | -- | --- | --- |
| 6º  | Atlético Torino        | 26 | 9 | 3 | 14 | 19 | 40 | -21 | 29  |
| 7º  | Hijos de Acosvinchos   | 26 | 8 | 3 | 15 | 29 | 43 | -14 | 27  |
| 8º  | Universidad San Marcos | 26 | 7 | 5 | 13 | 38 | 55 | -17 | 27  |
| 9º  | U América FC           | 26 | 6 | 6 | 14 | 29 | 36 | -7  | 24  |
| 10º | Coronel Bolognesi      | 26 | 6 | 6 | 14 | 37 | 54 | -17 | 24  |

|  |                                                      |
|  | Descendido a la Etapa Regional de la Copa Perú 2012. |

|  |  |
|  |  |

7.En la duodécima segunda fecha, Coronel Bolognesi debía ejercer su localía ante Universidad San Marcos. Sin embargo, el equipo local presentó una demanda ante la Comisión de Justicia de la FPF debido a que Universidad San Marcos no viajó en medida de protesta por una deuda impaga de siete meses. El reclamo fue declarado fundado, por lo que se le concedió la victoria en mesa a Coronel Bolognesi por 3-0.
8.En la duodécima segunda fecha, U América FC debía ejercer su localía ante Hijos de Acosvinchos. Sin embargo, el equipo local presentó una demanda ante la Comisión de Justicia de la FPF debido a que Hijos de Acosvinchos no cumplió con pagarle una deuda a la Agremiación. El reclamo fue declarado fundado, por lo que se le concedió la victoria en mesa a U América FC por 3-0.
9.La Sala “A” de la Cámara de Conciliación y Disputas le quitó un punto al Atlético Torino por el no pago de un adeudo al jugador Yetro García.
|                      | TOR | BOL | HDA | UA  | USM |
| -------------------- | --- | --- | --- | --- | --- |
| Atlético Torino      |     | 1-0 | 1-1 | 1-0 | 3-1 |
| Coronel Bolognesi    | 0-1 |     | 3-1 | 2-2 | 3-0 |
| Hijos de Acosvinchos | 0-3 | 0-1 |     | 2-0 | 0-3 |
| U América FC         | 1-0 | 3-3 | 3-0 |     | 0-0 |
| Univ. San Marcos     | 1-1 | 2-2 | 2-2 | 1-5 |     |
k.El encuentro entre Coronel Bolognesi FC y Universidad San Marcos, válido por la duodécimo segunda fecha, no fue programado debido a que el equipo visitante no viajó en protesta por una deuda impaga de siete meses. En consecuencia, se le otorgó la victoria a favor del Coronel Bolognesi FC por un marcador de 3-0.
l.El encuentro entre U América FC e Hijos de Acosvinchos, válido por la duodécimo tercera fecha, no fue programado debido a que el equipo visitante no cumplió con pagarle una deuda a la Agremiación. En consecuencia, se le otorgó la victoria a favor del U América FC por un marcador de 3-0.

#### Definición del descenso
| 21 de diciembre de 2011 | U América FC             | 1:4 (1:1) | Coronel Bolognesi       | Rómulo Shaw Cisneros, Chancay                           |                                                         |
|                         | Christian Cuadros 45' +1 | Reporte   | Smith 1' 115' 116' 119' | Asistencia: 112 espectadores Árbitro(s): George Buckley | Asistencia: 112 espectadores Árbitro(s): George Buckley |

## Tabla acumulada
| #   | Equipo                 | PJ | G  | E | P  | GF | GC | Dif | Pts |
| --- | ---------------------- | -- | -- | - | -- | -- | -- | --- | --- |
| 1º  | José Gálvez            | 26 | 21 | 3 | 2  | 61 | 20 | +41 | 66  |
| 2º  | Deportivo Coopsol      | 26 | 14 | 5 | 7  | 43 | 27 | +16 | 47  |
| 3º  | Alianza Unicachi       | 26 | 13 | 3 | 10 | 40 | 32 | +8  | 42  |
| 4º  | Sport Ancash           | 26 | 17 | 2 | 7  | 50 | 27 | +23 | 37  |
| 5º  | Atlético Torino        | 26 | 9  | 3 | 14 | 19 | 40 | -21 | 29  |
| 6º  | Atlético Minero        | 26 | 8  | 3 | 15 | 35 | 49 | -14 | 27  |
| 7º  | Hijos de Acosvinchos   | 26 | 8  | 3 | 15 | 29 | 43 | -14 | 27  |
| 8º  | Universidad San Marcos | 26 | 7  | 5 | 13 | 38 | 55 | -17 | 27  |
| 9º  | U América FC           | 26 | 6  | 6 | 14 | 29 | 36 | -7  | 24  |
| 10º | Coronel Bolognesi      | 26 | 6  | 6 | 14 | 37 | 54 | -17 | 24  |

|  |                                                      |
|  | Ascendido al Campeonato Descentralizado 2012.        |
|  | Descendido a la Etapa Regional de la Copa Perú 2012. |

## Goleadores
| Jugador              | Jugador           | Goles | Equipo(s)              |
| -------------------- | ----------------- | ----- | ---------------------- |
| Bandera de Brasil    | Smith             | 19    | Coronel Bolognesi      |
| Bandera de Argentina | Fabricio Lenci    | 13    | Sport Ancash           |
| Bandera de Perú      | Gustavo Vassallo  | 8     | Universidad San Marcos |
| Bandera de Perú      | Juan Carrillo     | 8     | Sport Ancash           |
| Bandera de Perú      | Pedro Sanguinetti | 8     | Alianza Unicachi       |
| Bandera de Perú      | César Goya        | 6     | Hijos de Acosvinchos   |
| Bandera de Perú      | Wilkin Cavero     | 6     | U América FC           |
| Bandera de Perú      | Alberto Arias     | 5     | Atlético Minero        |
| Bandera de Perú      | Carlos Flores     | 5     | Atlético Minero        |
| Bandera de Perú      | Junior Leonardo   | 5     | Atlético Minero        |
| Bandera de Perú      | Germán Carty      | 5     | Coopsol                |
| Bandera de Perú      | Robert Ardiles    | 5     | Alianza Unicachi       |
| Bandera de Paraguay  | Cosme Garcete     | 5     | José Gálvez            |
| Bandera de Perú      | Juan Luna         | 5     | José Gálvez            |